# Annulohypoxylon minutellum
Annulohypoxylon minutellum är en svampart som först beskrevs av Syd. & P. Syd., och fick sitt nu gällande namn av Y.M. Ju, J.D. Rogers & H.M. Hsieh 2005. Annulohypoxylon minutellum ingår i släktet Annulohypoxylon och familjen kolkärnsvampar.   Inga underarter finns listade i Catalogue of Life.